# Calhoun (Tennessee)
Calhoun è un comune degli Stati Uniti d'America, situato nello Stato del Tennessee, nella Contea di McMinn.